# Le Sexe des anges (film, 1968)
Pour les articles homonymes, voir Le Sexe des anges (homonymie).
Pour plus de détails, voir Fiche technique et Distribution.
Le Sexe des anges (Il sesso degli angeli) est un film ouest-germano-italien réalisé par Ugo Liberatore et sorti en 1968.

## Synopsis
Nora, Nancy et Carla sont trois jeunes amies. Tous trois sont issus de familles riches, et bien qu'elles disent ne pas se reconnaître dans le conformisme bourgeois, elles n'hésitent pas à user du confort et de la richesse que leur garantissent leurs parents. Les trois filles décident de passer un week-end dans le yacht du père de Nora, pour faire une croisière à travers les fjords dalmates. En pleine mer, les trois filles se libèrent de toutes inhibitions, également grâce à la prise de LSD. Nora convainc les trois amis de prendre un garçon, Marco, à bord pour l'utiliser comme objet sexuel.
Au cours d'une orgie, Marco est touché par un coup de feu et en est grièvement blessé. Nora et Nancy ont peur des conséquences juridiques, si elles ramènent Marco à terre pour le soigner. Elles décident donc de le laisser saigner lentement à mort malgré les protestations de Carla qui tombait amoureuse du jeune homme. Marco meurt après de longues souffrances et son corps est jeté à la mer avant que les filles ne débarquent pour reprendre leur vie normale.

## Fiche technique
Sauf indication contraire, les informations mentionnées dans cette section peuvent être confirmées par la base de données cinématographiques IMDb,  présente dans la section « Liens externes ».
- Titre français : Le Sexe des anges[1]
- Titre original italien : Il sesso degli angeli[2]
- Titre allemand : Das Geschlecht der Engel[3]
- Réalisation : Ugo Liberatore
- Scénario : Ugo Liberatore, Franz Seitz
- Photographie : Leonida Barboni
- Montage : Franco Fraticelli
- Musique : Giovanni Fusco (sous la direction de Bruno Nicolai)
- Décors : Massimo Tavazzi
- Costumes : Nadia Vitali
- Production : Solly-V. Bianco, Giorgio Venturini, Franz Seitz
- Sociétés de production : Filmes Cinematografica S.r.l. (Rome), Franz Seitz Filmproduktion (Munich), Sargon Film
- Pays de production :  Italie -  Allemagne de l'Ouest
- Langues originales : italien
- Format : Couleur par Technicolor - 2,35:1 - Son mono - 35 mm
- Genre : Drame érotique
- Durée : 104 minutes (1 h 44[2])
- Dates de sortie : 
  - Italie : 24 février 1968
  - Allemagne de l'Ouest : 9 octobre 1970
  - France : 1970[1]
- Classification :
  - Italie : Interdit aux moins de 18 ans[2]
  - Allemagne de l'Ouest : Interdit aux moins de 18 ans[3]

## Distribution
- Rosemarie Dexter : Nancy
- Doris Kunstmann : Nora
- Laura Troschel : Carla
- Bernard de Vries (it) : Marco
- Giovanni Petrucci : Luca
- Efisio Cabras : Sergio
- Brizio Montinaro (it) : Pietro

## Production
Le sexe des anges  a été tourné sur la mer Adriatique et a eu sa première mondiale le 24 février 1968 en Italie. En Allemagne, le film n'a été projeté que le 9 octobre 1970.